# Championnats du monde de ski alpin 1997
Navigation
Sierra Nevada 1996 Vail/Beaver Creek 1999
Championnats du monde de ski alpin, à Sestrières (Italie) du 3 au 15 février 1997.

## Hommes
| Épreuves | Or                   | Argent          | Bronze             |
| -------- | -------------------- | --------------- | ------------------ |
| Descente | Bruno Kernen         | Lasse Kjus      | Kristian Ghedina   |
| Super-G  | Atle Skårdal         | Lasse Kjus      | Günther Mader      |
| Géant    | Michael von Grünigen | Lasse Kjus      | Andreas Schifferer |
| Slalom   | Tom Stiansen         | Sébastien Amiez | Alberto Tomba      |
| Combiné  | Kjetil André Aamodt  | Bruno Kernen    | Mario Reiter       |

## Femmes
| Épreuves | Or                 | Argent            | Bronze            |
| -------- | ------------------ | ----------------- | ----------------- |
| Descente | Hilary Lindh       | Heidi Zurbriggen  | Pernilla Wiberg   |
| Super-G  | Isolde Kötsner     | Katja Seizinger   | Hilde Gerg        |
| Géant    | Deborah Compagnoni | Karin Roten Meier | Leïla Piccard     |
| Slalom   | Deborah Compagnoni | Lara Magoni       | Karin Roten Meier |
| Combiné  | Renate Götschl     | Katja Seizinger   | Hilde Gerg        |

## Tableau des médailles
| Rang | Nations    | Or | Argent | Bronze | Total |
| 1    | Norvège    | 3  | 3      | 0      | 6     |
| 2    | Italie     | 3  | 1      | 2      | 6     |
| 3    | Suisse     | 2  | 3      | 1      | 6     |
| 4    | Autriche   | 1  | 0      | 3      | 4     |
| 5    | États-Unis | 1  | 0      | 0      | 1     |
| 6    | Allemagne  | 0  | 2      | 2      | 4     |
| 7    | France     | 0  | 1      | 1      | 2     |
| 8    | Suède      | 0  | 0      | 1      | 1     |